# Fitzpatrickella operculata
Fitzpatrickella operculata är en svampart som beskrevs av Benny, Samuelson & Kimbr. 1985. Fitzpatrickella operculata ingår i släktet Fitzpatrickella och familjen Coryneliaceae.   Inga underarter finns listade i Catalogue of Life.